# Eleonore Bailly
Eleonore Bailly (* 8. Juni 1991) ist eine ivorische Hürdenläuferin und Dreispringerin, die auch die französische Staatsbürgerschaft besitzt.

## Sportliche Laufbahn
Erste internationale Erfahrungen sammelte Eleonore Bailly bei den Afrikameisterschaften 2016 in Durban, bei denen sie mit 13,03 m im Dreisprung den vierten Platz belegte. Zwei Jahre später wurde sie bei den Afrikameisterschaften in Asaba mit 5,93 m Achte im Weitsprung, wie auch in 14,84 s im 100-Meter-Hürdenlauf.

## Persönliche Bestzeiten
- 100 m Hürden: 13,94 s (+1,3 m/s), 5. Juni 2016 in Vénissieux
  - 60 m Hürden (Halle): 8,72 s, 4. Februar 2017 in Lyon
- Weitsprung: 6,01 m (+1,6 m/s), 7. Juli 2018 in Albi
  - Weitsprung (Halle): 5,83 m, 3. Februar 2019 in Lyon
- Dreisprung: 13,03 m (+1,5 m/s), 26. Juni 2016 in Durban (Ivorischer Rekord)
  - Dreisprung (Halle): 13,07 m, 30. Januar 2016 in Lyon